# Big Daddy (album)
Big Daddy è il decimo album discografico in studio del cantante statunitense John Mellencamp (realizzato a nome John Cougar Mellencamp), pubblicato nel 1989. 

## Tracce
1. Big Daddy Of Them All – 3:31
2. To Live – 3:18
3. Martha Say – 3:41
4. Theo And Weird Henry – 4:49
5. Jackie Brown – 4:03
6. Pop Singer – 2:48
7. Void In My Heart – 2:30
8. Mansions In Heaven – 3:06
9. Sometimes A Great Notion – 3:33
10. Country Gentleman – 3:17
11. J.M.'s Question – 3:40
12. Let It All Hang Out – 3:11